# Carole Bureau-Bonnard
Carole Bureau-Bonnard, née le 9 août 1965 à La Fère (Aisne), est une femme politique française.
D'abord élue locale à Noyon, membre de La République en marche, elle est députée de 2017 à 2022 dans la sixième circonscription de l'Oise. Elle est vice-présidente de l'Assemblée nationale de 2017 à 2019.

## Biographie
Elle étudie au lycée Gérard-de-Nerval. Diplômée en 1987 à Amiens, elle devient masseuse-kinésithérapeute en cabinet.
En 2008, elle est élue conseillère municipale de Noyon et devient, en 2010, première adjointe au maire de la commune. Elle est également élue à la communauté de communes du Pays Noyonnais, dont elle est vice-présidente,.
À l'issue du second tour des élections législatives de 2017, elle est élue députée dans la sixième circonscription de l'Oise, sous l'étiquette de La République en marche. Le 28 juin 2017, elle est élue première vice-présidente de l'Assemblée nationale et commissaire de Défense. En cette qualité, elle assure pendant une semaine l’intérim à l'Assemblée nationale après la démission de François de Rugy, nommé au gouvernement.
En octobre 2018, le groupe d'amitié France-Soudan, dont elle est adhérente, est convié à une réception organisée à Paris par l'ambassade du Soudan ; elle y rencontre le général soudanais Salah Gosh, qui est accusé de violations des droits de l’homme dans la guerre du Darfour,.
En juillet 2019, à l'occasion de la remise en jeu des postes au sein de la majorité, elle se représente à la vice-présidence de l'Assemblée nationale mais est éliminée dès le premier tour et remplacée par Laetitia Saint-Paul. Elle quitte ses fonctions le 1er octobre.
Elle se représente lors des élections législatives françaises de 2022 et est battue par le candidat RN Michel Guiniot au deuxième tour.
Elle reste conseillère municipale de Noyon (mandat 2020-2026) et conseillère communautaire de la communauté de communes du Pays Noyonnais (CCPN).